# Beaconsfield Town FC
Beaconsfield Town FC är en engelsk fotbollsklubb i Beaconsfield, grundad 1994. Hemmamatcherna spelas på Holloways Park. Klubbens smeknamn är The Rams. Klubben spelar i Southern Football League Premier Division South.

## Historia
Klubben grundades 1994 genom en sammanslagning av Beaconsfield United och Slough Youth Club Old Boys och hette från början Beaconsfield SYCOB FC. Tre år senare var man med och bildade Spartan South Midlands Football League Premier Division South, där man blev tvåa första säsongen. Säsongen 2000/01 vann klubben ligan och när man gjorde det för andra gången säsongen 2003/04 blev man uppflyttad till Southern Football League Division One East. Ett år senare fick man byta till Division One West i stället och när ligan organiserades om ytterligare ett år senare placerades man i Division One South & West. Där kom man dock sist och flyttades ned till Spartan South Midlands Football League igen.
Den ligan vann man (för tredje gången) på första försöket säsongen 2007/08 och flyttades tillbaka upp till Southern Football League Division One South & West. Efter en fjärdeplats första säsongen fick man kvala till ligans Premier Division, men misslyckades. Säsongen efter fick man byta till Division One Midlands, som en säsong senare bytte namn till Division One Central. Säsongerna 2011/12 och 2012/13 kvalade man till Premier Division, men gick inte upp.
2017 bytte klubben namn till Beaconsfield Town FC och vann under den första säsongen med det nya namnet Division One East, som Division One Central bytt namn till. Klubben blev därmed uppflyttad till Premier Division South.